# Peugeot ROA
O Peugeot ROA ou RD é um carro produzido no Irã (pela Iran Khodro Co). É uma versão desenvolvida do Peugeot RD1600. O carro é uma combinação do Paykan e Peugeot 405. A carroceria do ROA é uma cópia do Peugeot 405 e seu motor e chassi são desenvolvidos e modificados a partir do chassi do Paykan da Iran Khodro. Ao contrário de todas as outras versões do Peugeot 405, o ROA é um carro com tração traseira.

## Motor
Tecnicamente, o motor é o Rootes 1.6 do Hillman Avenger (usado nos Paykans desde o final dos anos 70) e foi acoplado ao sistema de transmissão e suspensão do Hunter.
Um modelo revisado lançado em 2010 conhecido como Peugeot ROA usa motor a GNV de 1.700 cc. Em modelos mais antigos, a Iran Khodro usava uma versão modificada do motor de 1,6 litro do Paykan.
As especificações do motor são as seguintes:
- Tipo de motor: Quatro cilindros em linha; quatro tempos; 1.599 cc; 1.697 cc
- Nº de rolamentos: 5
- Diâmetro: 87,35 mm (1600-1700)
- Curso: 66,7 mm (1600)
- Cabeçote: Alumínio
- Bloco do motor: Ferro fundido
- Potência máxima: 83 cv a 5.000 rpm (1700)
- Torque máximo: 135 Nm a 3.000 rpm (1700)
- Taxa de compressão: 9,5:1 (1700)
- Sequência de ignição: 1-3-4-2

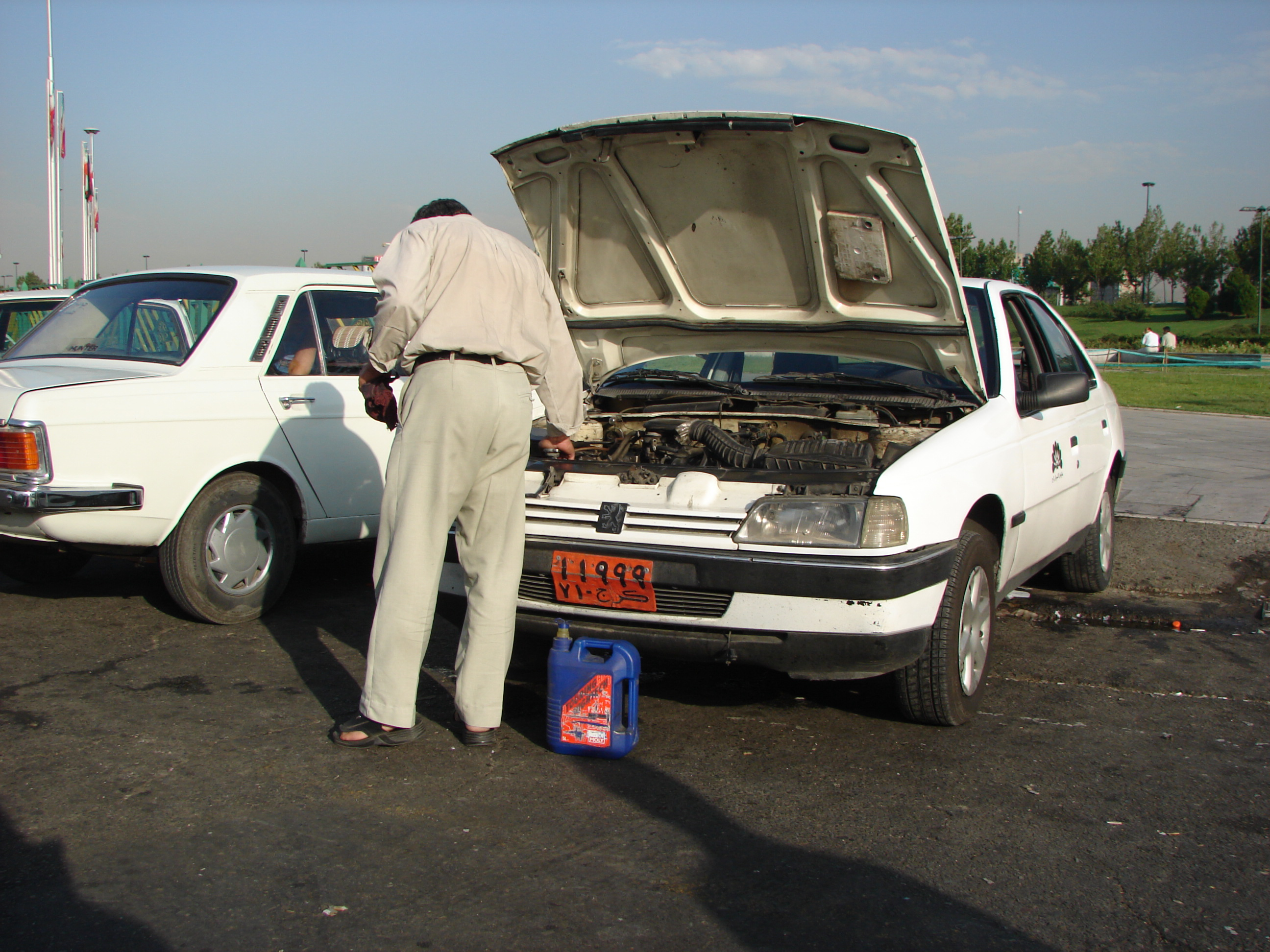
405 ROA. Observe a orientação do motor
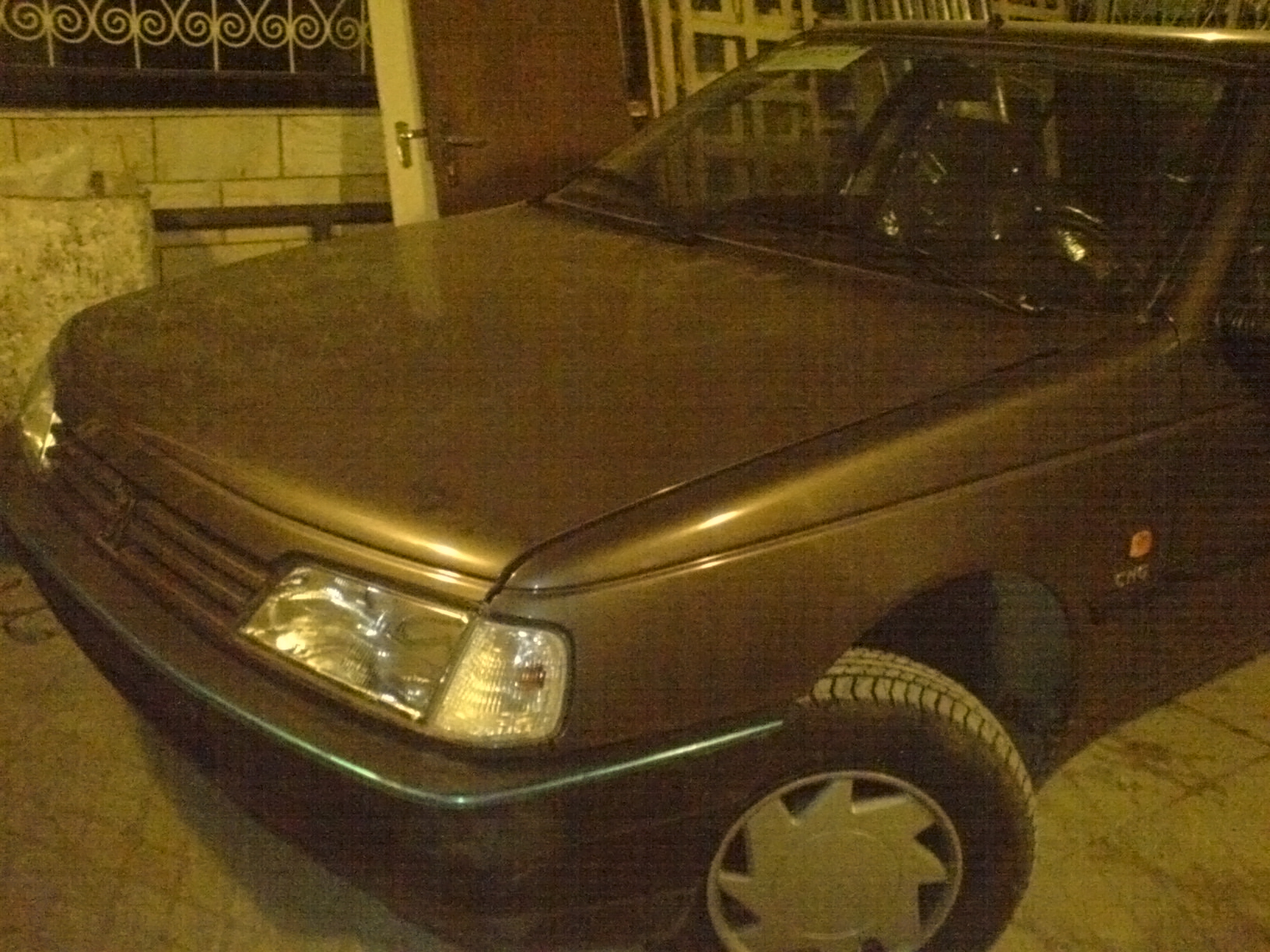
Seção frontal